# Luigi Solidati Tiburzi
Luigi Solidati Tiburzi (Contigliano, 10 dicembre 1825 – Contigliano, 23 agosto 1889) è stato un politico italiano. Fu deputato del Regno d'Italia dal 1865 al 1886, nelle legislature dalla IX alla XV, e senatore dal 1886 alla morte, nella XVI legislatura.

## Biografia
Laureato in giurisprudenza, esercitò per qualche tempo la professione di avvocato a Roma. Prese parte ai moti del 1848 e dopo la restaurazione pontificia venne incarcerato. Nel 1860 lasciò Roma per tornare nella natia Sabina; fu consigliere provinciale e, tra il 1864 e il 1865, sindaco di Contigliano.
Nel 1865 fu eletto deputato del Regno d'Italia nel collegio di Rieti, carica che mantenne fino al 1886, per sette legislature, schierandosi nella sinistra storica. Alla Camera fu quattro volte segretario dell'ufficio di presidenza, e vicepresidente della Camera dal 3 dicembre 1885 al 27 aprile 1886. Dal 16 luglio 1883 al 1º maggio 1884 fu segretario generale del Ministero di grazia e giustizia e dei culti.
Nel 1886 fu nominato senatore, incarico che mantenne fino alla morte; al Senato fu segretario dell'ufficio di presidenza per due volte e commissario di vigilanza al fondo di beneficenza e religione della città di Roma (antenato dell'attuale Fondo Edifici di Culto).
Solidati Tiburzi fu tra i maggiori contributori alla questione ferroviaria in Sabina; decisivo fu il suo contributo in parlamento per la realizzazione della ferrovia Terni-Rieti-L'Aquila.
A lui sono intitolate delle vie nel quartiere Portuense di Roma, nel quartiere Micioccoli di Rieti, e a Contigliano.